# Pristis clavata
Cá đao lùn hay Cá đao Queenland, Pristis clavata, là một loài cá đao của họ Pristidae, được tìm thấy ở vùng nhiệt đới Úc. Với chiều dài tối đa khoảng 3 mét (10 ft), đây là loài cực kỳ nguy cấp nhỏ nhất đến nay trong họ của mình.